# Premio Estatal de Derechos Humanos (Quintana Roo)
El Premio Estatal de Derechos Humanos fue instruido por acuerdo emitido por el Honorable Consejo Consultivo de la "Comisión de Derechos Humanos del Estado de Quintana Roo" el 24 de octubre del 2005, pero se concedió a partir del año 2006.
Tiene como premisa reconocer públicamente a aquella persona o personas que se hayan distinguido por una labor permanente y efectiva a favor de la promoción y el fortalecimiento del ejercicio de los derechos humanos en Quintana Roo; A quienes de manera voluntaria y sin fines de lucro se han dado a la labor de apoyar a otras personas y defender los derechos humanos, sobre todo los de aquellas que se encuentran en alguna condición de vulnerabilidad.

## La Medalla
Una medalla de plata de 8 centímetros de diámetro, con las siguientes características: en el anverso, al centro, el logotipo labrado de la Comisión de Derechos Humanos del Estado de Quintana Roo, y en su alrededor la leyenda "Premio Estatal de Derechos Humanos", así como el año que corresponda a la entrega del premio; en su reverso, al centro, el nombre de la persona física, asociación o institución que resulte ganadora y en su alrededor la leyenda "Por la Promoción y Defensa de los Derechos Humanos"

## Ganadores del Premio Estatal de Derechos Humanos
- El año 2005 por única ocasión, dos perdonas fueron galardonadas con el premio.

- El año 2005 por única ocasión, dos perdonas fueron galardonadas con el premio.

| año   | Ganador                                       | Motivo | Presidenre del CDHEQROO      | Gobernador           |  |
| ----- | --------------------------------------------- | --- | ---------------------------- | -------------------- |  |
| 2006* | 1)Lilia Conde Medina y 2) Lidya Cacho Ribeiro | 1) Atención de los reos de los penales del estado. 2) Por su defensa a los derechos de las Mujeres (Centro Integral de Atención a la Mujer -CIAM-Cancún).                                                                          | Gaspar Armando García Torres | Félix González Canto |  |
| 2008  | Armonía Ramos "Mamá Molly"                    | Por su pugna por el mejoramiento de las condiciones de vida de los reos que purgan condenas en la cárcel de Cancún. | Gaspar Armando García Torres | Félix González Canto |  |
| 2010  | Dafne Bernardina García Herrera               | Presidenta de Pro-Niños Excepcionales A.C. Por mejorar la calidad de vida de niños con capacidades diferentes | Enrique Mora Castillo        | Félix González Canto |  |
| 2012  | Daniela Vara Solís                            | Presidenta de la Casa Xiipaal de Quintana Roo, A. C. Por su trabajo en defensa de los derechos fundamentales y por inculcar esos valores entre la niñez.                                                                           | Enrique Mora Castillo        | Roberto Borge Angulo |  |
| 2014  | María Elena Ortegón Ojeda                     | Presidenta de Huellas de Pan A. C. Por su trabajo desarrollado en pro del derecho a la alimentación, procurando beneficiar diariamente a niñas y niños en situación de vulnerabilidad, con la operación de comedores comunitarios. | Harley Sosa Guillen          | Roberto Borge Angulo |  |